# Africada labiodental sorda
Una africada labiodental sorda ([p̪͡f] en el AFI) es una consonante africada poco corriente que se inicia como una oclusiva labiodental sorda [p̪] y se libera como una fricativa labiodental sorda [f].
El dialecto XiNkuna del tsonga tiene este aspecto africado, como en [tiɱp̪͡fuβu] ‘hipopótamos’ y aspirado en [ɱp̪͡fʰuka] ‘distancia’ (compárese [ɱfutsu] ‘tortuga’, que muestra que la oclusiva no es epentética), así como una africada labiodental sonora, [b̪͡v], como en [ʃileb̪͡vu] ‘mentón’. No hay una fricativa labiodental sorda [f] en este dialecto de tsonga, solo una fricativa bilabial sorda, como en [ɸu] ‘terminado’. (Sin embargo, entre las fricativas sonoras, ocurren [β] y [v].)
El alemán tiene un sonido similar / p͡f / en Pfeffer / ˈp͡fɛfɐ / ('pimienta') y Apfel / ˈap͡fəl / ('manzana'). Fonotácticamente, este sonido no ocurre después de vocales largas, diptongos o / l /. Se diferencia de un verdadero sonido africado labiodental que comienza bilabial pero luego el labio inferior se retrae ligeramente para la fricación.
El sonido ocurre ocasionalmente en inglés, en palabras donde una sílaba termina con «p» y la siguiente comienza con «f», como en helpful o stepfather.

## Características
Características de la africada labiodental sorda:
- La forma de articulación es africada, lo que significa que se produce al detener primero el flujo de aire por completo, y luego permitir que el aire fluya a través de un canal restringido en el lugar de la articulación, lo que causa turbulencia.
- Hay dos variantes de la fase oclusiva de esta consonante africada:
  - bilabial, lo que significa que se articula con ambos labios. Un sonido africado con este componente se llama bilabial-labiodental.
  - labiodental, lo que significa que se articula con el labio inferior y los dientes superiores.
- La fase fricativa de este sonido africado es labiodental (como una /f/ del español), articulada con el labio inferior y los dientes superiores.
- Su fonación es sorda, lo que significa que se produce sin vibraciones de las cuerdas vocales. En algunos idiomas, las cuerdas vocales se separan activamente, por lo que siempre es sorda; en otros, las cuerdas están laxas, de modo que puede asumir la sonoridad de los sonidos adyacentes.
- Es una consonante oral, lo que significa que se permite que el aire escape solo por la boca.
- Es una consonante central, lo que significa que se produce al dirigir la corriente de aire a lo largo del centro de la lengua, en lugar de a los lados.
- El mecanismo de la corriente de aire es pulmonar, lo que significa que se articula empujando el aire únicamente con los pulmones y el diafragma, como en la mayoría de los sonidos.

## Usos
| Idioma       | Idioma                       | Palabra   | AFI         | Significado         | Notas |
| ------------ | ---------------------------- | --------- | ----------- | ------------------- | --- |
| Alemán       | Standard                     | Pfirsiche | [ˈp͡fɪɐ̯zɪçə] | ‘melocotones’       | Bilabial-labiodental. Surgido como un reflejo de / p / en el cambio de sonido del alto alemán del siglo X. Véase fonología alemana estándar. |
| Alemán       | Dialectos suizos             | Soipfe    | [ˈz̥oi̯p͡fə]   | ‘sopa’              | Bilabial-labiodental. La palabra de ejemplo es del dialecto de Zúrich.                                                                       |
| Italiano     | Algunos dialectos centro-sur | infatti   | [iɱˈp̪͡fät̪̚t̪i] | ‘en efecto’         | Labiodental, alófono de / f / después de nasales. Véase fonología italiana.                                                                  |
| Luxemburgués | Luxemburgués                 | Kampf     | [ˈkʰɑmp͡f]   | ‘pelea’             | Ocurre solo en préstamos alemanes. Véase fonología luxemburguesa.                                                                            |
| Ngiti        | Ngiti                        | pfɔ̀mvɔ    | [p̪͡fɔ̀ɱ(b̪)vɔ̄] | ‘espíritu del agua’ | Menos comúnmente [p͡ɸ]. |
| Tsonga       | Dialecto XiNkunar            | timpfuvu  | [tiɱp̪͡fuβu]  | ‘hipopótamo’        | Contrastes con forma aspirada. |